# ゲッティンゲン侯領

ゲッティンゲン侯領
Fürstentum Göttingen (ドイツ語)

ゲッティンゲン侯領の位置（黄色）

ゲッティンゲン侯領（ドイツ語:Fürstentum Göttingen）は、神聖ローマ帝国の領邦国家で、ブラウンシュヴァイク＝リューネブルク公国の分邦の1つ。1286年に成立したが1463年に統合、1495年にカレンベルク侯領に組み込まれた。

## 歴史
ゲッティンゲンは元々ブラウンシュヴァイク＝リューネブルク公国の領地で、オットー1世の2人の息子アルブレヒト1世とヨハン兄弟が1269年に領土を分割した時は、アルブレヒト1世のヴォルフェンビュッテル侯領に継承された（ヨハンはリューネブルク侯領を継承）。アルブレヒト1世の死後は3人の息子ハインリヒ1世、アルブレヒト2世、ヴィルヘルム1世が共同統治していたが、1286年に領土を3分割、ゲッティンゲンはアルブレヒト2世が領有した。
1292年にヴィルヘルム1世が亡くなり、領土の再分配が行われ、ハインリヒ1世はグルーベンハーゲン侯領、アルブレヒト2世はヴォルフェンビュッテル侯領を統治することに決定した。1318年にアルブレヒト2世が死去、この時も領土は3人の息子オットー温和公、エルンスト1世、マグヌス1世が分割、ゲッティンゲンはオットーが継いだが、1344年にオットーが子を残さずに死ぬと弟のエルンスト1世とマグヌス1世が領土を分割、エルンスト1世がゲッティンゲンを、マグヌス1世はヴォルフェンビュッテルを相続した。
エルンスト1世の後を継いだオットー1世は自治都市であったゲッティンゲンと紛争を起こし、1387年に市民がブラウンシュヴァイク側の要塞を破壊したことの報復にゲッティンゲンと戦争を起こしたが、ゲッティンゲンに敗北、自治権を認めることを余儀なくされた。オットー1世の息子オットー2世は1463年に子の無いまま死去、ゲッティンゲン系が断絶するとヴォルフェンビュッテル侯ヴィルヘルム1世が継承、ヴォルフェンビュッテル侯領と同君連合となった。以後、ゲッティンゲン侯領は単独の領土として分割されることはなかった。
ヴィルヘルム1世の子ヴィルヘルム2世は1491年に長男のハインリヒ1世にヴォルフェンビュッテルを譲り、残った領土も1495年に次男のエーリヒ1世にカレンベルクとゲッティンゲンを譲って退位、エーリヒ1世はカレンベルク＝ゲッティンゲン侯となった。しかし、1584年にエーリヒ2世が死去、カレンベルク系が断絶すると、ヴォルフェンビュッテル侯ユリウスがカレンベルク＝ゲッティンゲンを継承、ゲッティンゲンはヴォルフェンビュッテル侯領の一部になった。
その後、1634年にヴォルフェンビュッテル系も断絶、リューネブルク系から新たにカレンベルク侯となったゲオルクがゲッティンゲンを手に入れた。1692年に子のエルンスト・アウグストは選帝侯に選ばれ、カレンベルク侯領をハノーファー選帝侯領に改めると、領土の非分割制度を設け、ゲッティンゲンもハノーファー選帝侯領の一部と取り決められた。

## ゲッティンゲン侯
- アルブレヒト2世（在位：1286年 - 1318年）
- オットー温和公（在位：1318年 - 1344年）
- エルンスト1世（在位：1345年 - 1367年）
- オットー1世（在位：1367年 - 1394年）
- オットー2世（在位：1394年 - 1463年）
- ヴィルヘルム1世（在位：1463年 - 1473年）
- フリードリヒ3世（在位：1473年 - 1484年）
- ヴィルヘルム2世（在位：1484年/1485年 - 1495年）
- エーリヒ1世（在位：1495年 - 1540年）
- エーリヒ2世（在位：1545年 - 1584年）
- ユリウス（在位：1584年 - 1589年）